# Православне богослужіння
Православне богослужіння — це сукупність чинопослідувань, що здійснюються переважно в храмі під керівництвом священика (єпископа чи ієрея). Богослужіння поділяються на два основних види: загальні і приватні. Загальні богослужіння відбуваються регулярно, відповідно до вимог церковного уставу, тоді як приватні призначені для задоволення поточних потреб віруючих і відбуваються будь-коли. Деякі богослужіння (наприклад, треби, молебні тощо) можуть відбуватися і поза храмом, а в окремих випадках навіть мирянами без священика.
Храмове богослужіння в основному визначається богослужбовими колами: добовим, тижневим, восьмитижневим, річним нерухомим та річним рухомим. За межами цих кіл знаходяться такі елементи богослужіння як треби, молебні тощо.

## Історичний розвиток
Коріння православного богослужіння знаходиться у служіннях ранніх християн. Вже в часи перших гонінь на християн виокремлювалися вечірні, нічні та ранкові зібрання, з яких згодом сформувалися православні вечірня, полуношниця та утреня.
Богослужбовий устав (Типікон), який нині використовується в Православній церкві, майже остаточно сформувався до 9 століття. Однак вже з 4 століття там були присутні усі сучасні елементи, змінювалися лише окремі молитви і їхній порядок.

## Головні особливості
Богослужіння у церкві повинні відбуватися щодня, слідуючи жорсткому, але змінному річному розкладу (тобто частини богослужіння залишаються однаковими, але різні деталі змінюються відповідно до дня року). Служби здійснюються у храмі і передбачають участь як священнослужителів, так і віруючих. Богослужіння не може бути проведене однією людиною, обов'язково повинен бути присутній ще хтось.
Зазвичай, усі служби в повному обсязі проводяться лише в монастирях та кафедральних соборах, а в парафіяльних церквах здійснюються лише суботні та недільні богослужіння, а також головні свята. На деякі великі православні свята (і, відповідно до деяких традицій, щонеділі) служиться Всеношна (Agripnia), що проводиться з вечора у день свята до наступного ранку. Через свій святковий характер вона зазвичай завершується святковою трапезою для усіх, хто брав участь.
Богослужіння, особливо Божественна Літургія, можуть бути здійснені лише один раз на день на одному вівтарі (деякі храми мають кілька вівтарів, аби мати можливість проводити більше богослужінь). Кожен священик може проводити літургію лише раз на день.

## Богослужбові цикли
Храмові богослужіння у Православній церкві організовані за певними богослужбовими циклами, які зазвичай називаються колами.

### Тижневе коло
Кожен день тижня має свою особливу присвяту:
- Неділя — Воскресіння Христа
- Понеділок — святі Ангели
- Вівторок — святий Йоан Предтеча
- Середа — Хрест і Божа Матір
- Четвер — святі Апостоли і святий Миколай
- П'ятниця — Хрест
- Субота — усі святі, а також померлі

### Денне коло
За давньою єврейською традицією, літургічний день розпочинається на заході сонця. Традиційний денний цикл богослужінь наступний:
- Вечірня — проводиться ввечері, на початку літургічного дня.
- Повечер'я — після вечірньої служби до часу для сну.
- Полуношниця — служиться опівночі, зазвичай лише у монастирях.
- Утреня — перша ранкова служба, зазвичай розпочинається після сходу сонця (в українській традиції ввечері).
- Часи — Перший, Третій, Шостий та Дев'ятий — проводяться у відповідні години (за єврейським поділом дня), або як доповнення до інших служб. В останньому випадку перший час співається напередодні утрені, третій та шостий перед літургією, а дев'ятий перед вечернею.

Денний цикл богослужінь задумувався як одночасно освячення часу (гр. хронос) та вихід до вічності (гр. кайрос). Він складається з великої кількості читань Псалтиря з вступними молитвами, тропарями та іншими молитвами і піснеспівами. Псалми розташовуються так, щоб увесь Псалтир прочитувався щотижня, а протягом Великого Посту — двічі за тиждень.

## Літургія
Божественна Літургія — це святкування євхаристії (причастя). Вона зазвичай проводиться між Шостим та Дев'ятим Часом, але не вважається частиною денного циклу служб, оскільки відбувається за межами звичайного часу. Божественна Літургія не повинна святкуватись з понеділка до п'ятниці першого тижня Великого Посту через радісний і вдячний характер літургії. У деяких місцях літургія також не святкується у будні під час посту. Посилені молитви та часте прийняття причастя вважається особливо корисним у час Великого Посту, тому по середам і п'ятницям протягом цього періоду проводиться Літургія Напередосвячених Дарів. Це врочиста Всеношна, поєднана з розподіленням елементів євхаристії, освячених та збережених попередньої неділі.